# Raión de Podilsk
El Raión de Podilsk (ucraniano: Подільський район) es un distrito del óblast de Odesa en el sur de Ucrania. Su centro administrativo es la ciudad de Podilsk.
Tiene una superficie de 7063,6 km². Según el censo de 2001, tiene una población de aproximadamente 31.000 habitantes.

## Localidades
- Bochmanivka
- Borschi (pueblo)
- Chubivka
- Dibrivka
- Domnytsia
- Gran Burylove
- Gran Fuente
- Gran Kindrativka
- Hertopy
- Honorata
- Hor'yivka
- Hrekove Dryhe
- Hrekove Pershe
- Hyderym
- Kachurivka
- Klymentove
- Kuyal'nyk
- Liubomyrka
- Lypec'ke
- Mardarivka
- Murovana
- Nestoyita
- Nova Kul'na
- Novyj Myr
- Padretseve
- Pequeña Fuente
- Pequeña Kindrativka
- Pequeña Oleksandrivka
- Pequeña Petrivka
- Pereshory
- Podilsk
- Poplavka
- Rozalivka
- Scythe
- Scythe-Slobidka
- Sobolivka
- Stanislavka
- Stara Kul'na
- Topik
- Vesternychany
- Yasynove
- Yefrosynivka
- Zatyshsy
- Zelenyj Kut